# Wrzelowiec (gmina)
Wrzelowiec – dawna gmina wiejska istniejąca w latach 1973–1976 w woj. lubelskim. Siedzibą gminy był Wrzelowiec.
Gmina została powołana 1 stycznia 1973 roku w woj. lubelskim jako jedna z 7 gmin powiatu opolsko-lubelskiego. W skład gminy Wrzelowiec weszło 15 sołectw: Chruślina, Chruślina-Kolonia, Ćwiętalka, Góry Kluczkowickie, Kamionka, Kluczkowice, Kręciszówka, Niesiołowice, Owczarnia, Ożarów Drugi, Ożarów Pierwszy, Świdry, Wandalin, Wrzelowiec i Zadole.
Zasięg obszarowy nowej gminy Wrzelowiec w stosunku do byłej gromady Wrzelowiec sprzed 1973 powiększył się o wsie Chruślina-Kolonia i Owczarnia, które przeszły ze zniesionej gromady w Mazanowie. Użytki rolne gminy stanowiły 5420 ha.
1 czerwca 1975 roku gmina znalazła się w nowo utworzonym mniejszym woj. lubelskim.
15 stycznia 1976 roku gmina została zniesiona a jej obszar włączony do gmin:
- Józefów (obszary sołectw: Chruślina, Chruślina-Kolonia, Niesiołowice i Owczarnia),
- Opole Lubelskie (obszary sołectw: Ćwiętalka, Góry Kluczkowickie, Kamionka, Kluczkowice, Ożarów Drugi, Ożarów Pierwszy, Wandalin, Wrzelowiec i Zadole).